# Huyện Belait
Belait District (tiếng Mã Lai: Daerah Belait; chữ Jawi: دأيره بلأيت) hay đơn giản gọi là Belait (buh-LEIT; tiếng Mã Lai: [bəlait] ⓘ), là huyện lớn nhất và cực tây của Brunei. Huyện có diện tích 2.727 km² (1.053 dặm vuông Anh) và dân số 65.531 người tính đến năm 2021. Thị trấn hành chính của huyện là Kuala Belait, nằm tại cửa sông Belait dài 32 km (20 dặm). Huyện này thường được gắn liền với ngành công nghiệp dầu khí của quốc gia, chủ yếu tập trung quanh thị trấn Seria.

## Vị trí địa lý
Huyện Belait nằm ở phía tây của Brunei, tiếp giáp với Biển Đông ở phía bắc, quận Tutong của Brunei ở phía đông và bang Sarawak của Malaysia ở phía nam và phía tây. Đây là huyện có diện tích lớn nhất trong bốn huyện của Brunei, với tổng diện tích khoảng 2.727 km² (tương đương 1.053 dặm vuông Anh), chiếm gần một nửa tổng diện tích cả nước.
Địa hình của huyện Belait khá đa dạng, chuyển tiếp từ các vùng đầm lầy than bùn và rừng đất thấp ven biển đến những cánh rừng mưa nhiệt đới rậm rạp ở nội địa, tạo nên sự phong phú về hệ sinh thái và đa dạng sinh học. Vùng duyên hải phía bắc chủ yếu là vùng đất thấp, trong khi các khu vực trung tâm và phía nam có địa hình cao hơn, nhiều nơi chưa được khai phá và vẫn giữ được nét hoang sơ tự nhiên.
Một đặc điểm địa lý nổi bật của huyện là sông Belait, con sông dài nhất tại Brunei, chảy qua trung tâm huyện và đóng vai trò quan trọng trong việc hình thành địa hình cũng như hỗ trợ các hoạt động kinh tế - xã hội. Các nhánh phụ của sông Belait tỏa ra khắp khu vực, giúp hình thành nên lưu vực sông Belait, vốn gần như trùng khớp với ranh giới hành chính của huyện. Con sông này không chỉ là tuyến giao thông thủy truyền thống mà còn có ý nghĩa trong nông nghiệp, cung cấp nước và đóng vai trò trong hệ thống thoát nước tự nhiên.
Với vị trí chiến lược giáp biển, cảnh quan đa dạng và tài nguyên phong phú, huyện Belait không chỉ có giá trị về mặt địa lý mà còn là trung tâm kinh tế - công nghiệp quan trọng của đất nước Brunei.

## Hành chính
Huyện Belait được điều hành bởi Jabatan Daerah Belait (tạm dịch: Văn phòng Quận Belait), là cơ quan hành chính chính thức chịu trách nhiệm giám sát và điều phối mọi hoạt động quản lý, phát triển và cung cấp dịch vụ công trong toàn huyện. Văn phòng này trực thuộc Bộ Nội vụ Brunei và đảm nhiệm vai trò trung tâm trong việc kết nối giữa chính quyền trung ương và cộng đồng địa phương.
Người đứng đầu cơ quan hành chính huyện là một viên chức quận (District Officer), giữ vai trò đại diện chính quyền tại địa phương và là người giám sát mọi vấn đề hành chính, bao gồm quản lý cơ sở hạ tầng, dịch vụ công cộng, phúc lợi xã hội, an ninh, phát triển kinh tế và duy trì văn hóa – truyền thống địa phương. Viên chức quận đương nhiệm của Belait là ông Amirol Hafidzin.

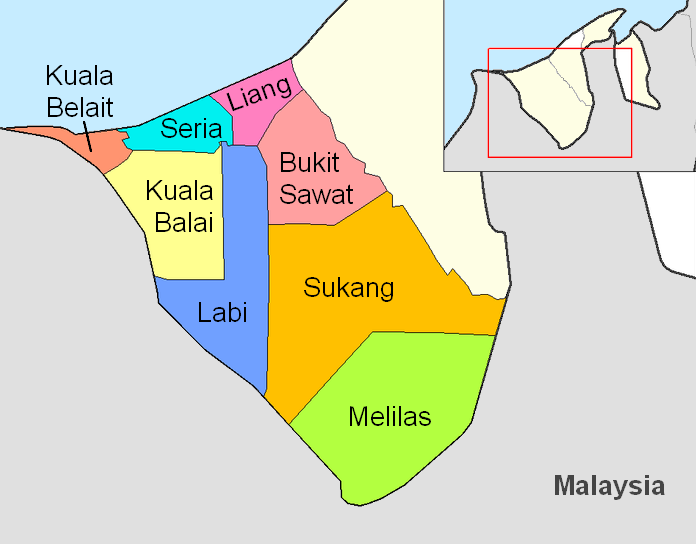
Mukim thuộc huyện Belait

Huyện Belait được chia thành 8 mukim, hay còn gọi là tiểu khu hành chính cấp xã. Mỗi mukim được quản lý bởi một Penghulu (Trưởng tiểu khu) và bao gồm một số kampong (làng), là đơn vị hành chính nhỏ nhất tại Brunei.
- Bukit Sawat
- Kuala Balai
- Kuala Belait
- Labi
- Liang
- Melilas
- Seria
- Sukang

Mỗi mukim đóng vai trò là cầu nối giữa chính quyền huyện và cộng đồng dân cư tại cơ sở, giữ vai trò quan trọng trong việc duy trì trật tự, tổ chức sự kiện cộng đồng, hỗ trợ an sinh xã hội và phát triển kinh tế địa phương. Sự phân chia hành chính theo mô hình mukim – kampong là đặc trưng của hệ thống quản lý hành chính ở Brunei, nhằm bảo đảm tính gần gũi, linh hoạt và hiệu quả trong điều hành.

## Dân số
Theo cuộc điều tra dân số năm 2016, dân số của huyện Belait là 69.992 người. Phần lớn cư dân tập trung tại hai đô thị chính là Kuala Belait — trung tâm hành chính của huyện — và thị trấn công nghiệp Seria. Người bản địa Belait chiếm đa số trong dân cư địa phương, cùng với các nhóm Bumiputera khác như người Dusun, Murut và Kedayan. Họ tạo thành thành phần cốt lõi trong kết cấu xã hội của huyện. Một bộ phận thiểu số đáng kể là người Hoa, chủ yếu nói các phương ngữ như Quảng Đông, Taishan và Khách Gia. Bên cạnh đó còn có sự hiện diện của các nhóm dân tộc bản địa khác đến từ vùng sâu vùng xa như người Iban và Penan. Trong những thập niên gần đây, Belait cũng chứng kiến sự gia tăng của cộng đồng người nước ngoài, bao gồm người châu Âu, người Nam Á và người Philippines — phần lớn làm việc trong lĩnh vực khai thác dầu khí hoặc có liên hệ với các công ty đa quốc gia, đặc biệt là Brunei Shell Petroleum (BSP).
Dù là huyện đông dân thứ hai ở Brunei, Belait lại có mật độ dân số trung bình thấp nhất, chỉ khoảng 23 người/km². Điều này phần lớn do diện tích rộng lớn của huyện (chiếm gần một nửa diện tích cả nước), trong khi cư dân chủ yếu sinh sống tập trung tại các khu vực ven biển, nơi có cơ sở hạ tầng và điều kiện sinh hoạt thuận lợi hơn. Ngược lại, các vùng rừng nhiệt đới miền núi và khu vực nội địa có dân cư thưa thớt hoặc hầu như không có người sinh sống.
Hai trung tâm đô thị lớn nhất của huyện là Kuala Belait, nơi đặt trụ sở của chính quyền địa phương và các cơ quan công vụ, và Seria, vốn nổi tiếng là thủ đô công nghiệp dầu khí của Brunei. Seria cũng là nơi tọa lạc của các khu nhà ở, trường học quốc tế và các dịch vụ dành cho cộng đồng người nước ngoài sinh sống và làm việc lâu dài tại đây.

## Giao thông vận tải

### Đường bộ
Huyện Belait có mạng lưới đường bộ phát triển kết nối hiệu quả với các vùng khác của Brunei cũng như với Malaysia. Ở phía đông, huyện được kết nối với Đường cao tốc Muara–Tutong thông qua tuyến đường vòng Seria–Lumut, tạo điều kiện thuận lợi cho việc di chuyển đến thủ đô Bandar Seri Begawan và các huyện lân cận. Về phía tây, Cầu Rasau bắc qua sông Belait đóng vai trò quan trọng trong việc kết nối Kuala Belait với cửa khẩu Sungai Tujoh – cửa ngõ giao thương với thành phố Miri của bang Sarawak (Malaysia).
Các tuyến đường ven biển, đặc biệt là trong khu vực đô thị như Kuala Belait, Seria và Sungai Liang, đều đã được trải nhựa hoàn chỉnh, duy trì trong điều kiện tốt và phục vụ như các trục chính của huyện. Tuy nhiên, các tuyến đường dẫn vào vùng sâu vùng xa như Labi, Melilas và Sukang phần lớn vẫn chưa được nâng cấp hoàn toàn, chỉ có một số đoạn được trải nhựa hoặc rải đá. Những tuyến đường này thường xuyên bị ảnh hưởng bởi điều kiện thời tiết khắc nghiệt, dễ bị ngập lụt và sạt lở đất trong mùa mưa, gây khó khăn cho việc tiếp cận.

### Đường sắt
Trong thời kỳ Chiến tranh Thế giới thứ hai, quân đội Nhật Bản đã xây dựng một tuyến đường sắt hẹp bằng gỗ chạy từ khu vực Badas đến bờ biển, phục vụ cho hoạt động hậu cần và khai thác tài nguyên. Tuy nhiên, sau chiến tranh, tuyến đường sắt này không còn được sử dụng và hiện nay đã bị bỏ hoang, không có giá trị sử dụng thực tế.

### Cảng và dịch vụ phà
Huyện Belait có một cảng nhỏ là Cảng Kuala Belait, nằm bên sông Belait. Đây là một trong ba cảng chính của Brunei, phục vụ chủ yếu cho tàu thuyền nhỏ và hoạt động thương mại quy mô vừa và nhỏ. Cảng đóng vai trò quan trọng trong việc tiếp nhận hàng hóa nội địa, cũng như hỗ trợ ngành dầu khí và các ngành dịch vụ liên quan.
Trong quá khứ, dịch vụ phà sông từng hoạt động tại cửa sông Belait, kết nối thị trấn Kuala Belait với làng Kampung Sungai Teraban ở phía bên kia bờ. Tuy nhiên, do sự phát triển của cơ sở hạ tầng đường bộ và cầu Rasau, dịch vụ phà này đã bị ngừng hoạt động từ năm 2005.

### Hàng không
Huyện Belait hiện không có sân bay thương mại phục vụ hành khách. Tuy nhiên, tại ngoại ô thị trấn Seria có một sân bay nhỏ ở Anduki, chủ yếu do công ty Brunei Shell Petroleum (BSP) vận hành. Sân bay này được sử dụng cho các chuyến bay trực thăng đưa đón nhân viên đến và đi từ các giàn khoan dầu khí ngoài khơi, đóng vai trò thiết yếu trong ngành công nghiệp năng lượng của quốc gia.
Ngoài ra, một số khu vực hẻo lánh như Sukang được tiếp cận bằng dịch vụ y tế hàng không định kỳ, giúp vận chuyển nhân viên y tế và cung cấp dịch vụ chăm sóc sức khỏe cho cộng đồng ở các vùng khó tiếp cận bằng đường bộ.

## Nền kinh tế
Quận Belait và thị trấn Seria nói riêng, là trung tâm của ngành công nghiệp dầu khí ở Brunei. Nó có một cộng đồng người nước ngoài lớn, bao gồm nhiều người Hà Lan. Điều này là do Royal Dutch Shell có một sự hiện diện lớn trong khu vực.
Có hai mỏ dầu và khí đốt trên bờ trong huyện - mỏ dầu Seria lớn được phát hiện vào năm 1929, hiện vẫn đang sản xuất hydrocarbon, và mỏ Rasau nhỏ hơn gần thị trấn Kuala Belait. Trường Tali, là một phần mở rộng của Seria Field được tìm thấy ở vùng biển ven biển ngoài khơi Seria. Xa hơn nữa là các mỏ Nam-Tây Ampa, Fairley, Fairley Baram và Egret.
Dầu được sản xuất được chế biến trên bờ trong và xung quanh Seria và phần lớn được xuất khẩu. Một số dầu được tinh chế tại nhà máy lọc dầu ở Seria để tiêu thụ tại địa phương. Khí tự nhiên từ các mỏ được gửi đến Nhà máy Khí thiên nhiên hóa lỏng Brunei (BLNG) ở Lumut, nơi nó được làm lạnh và hóa lỏng. Điều này được xuất khẩu thông qua tàu chở dầu đến chủ yếu là Nhật Bản và Hàn Quốc.
Ở phần phía đông của huyện, Liang hiện đang trải qua một sự phát triển lớn với việc thành lập SPARK, một khu đất rộng 271 ha được phát triển thành một trung tâm hóa dầu đẳng cấp thế giới. Khoản đầu tư lớn đầu tiên tại SPARK là nhà máy Methanol trị giá 450 triệu USD được phát triển bởi Công ty Brunei Methanol, một liên doanh giữa Petroleum Brunei và hai công ty hàng đầu Nhật Bản, Mitsubishi Chemical Holdings Corporation và Itochu Corporation. Nhà máy dự kiến hoàn thành trong quý đầu tiên của năm 2010.